# Czarny Rów (Goworek)
Czarny Rów (niem. Der Schwarze Graben, 1000–1200 m n.p.m.) – parów w Masywie Śnieżnika, w Sudetach.
Głęboki parów w południowo-zachodnim zboczu szczytu Goworek, którym przepływa rzeka Widlica w lesie regla górnego.

## Szlaki turystyczne
na początku  biegnie szlak turystyczny:
- czerwony Międzygórze - Hala pod Śnieżnikiem[1].